# Larca hispanica
Larca hispanica är en spindeldjursart som beskrevs av Beier 1939. Larca hispanica ingår i släktet Larca och familjen Larcidae. Inga underarter finns listade i Catalogue of Life.